# 戴维·科克斯
戴维·羅斯貝·科克斯爵士，FRS（英語：Sir David Roxbee Cox，1924年7月15日—2022年1月18日），英国统计学家，英国皇家学会院士暨英国社会科学院院士，美国科学院、丹麦皇家科学院外籍院士。曾任国际统计学会、伯努利数理统计与概率学会、英国皇家统计学会主席。主要学术贡献包括科克斯过程和影响深远且应用广泛的科克斯比例风险模型等。